# Providence Park megállóhely
Providence Park megállóhely a Metropolitan Area Express kék és piros vonalainak, valamint a TriMet és más szolgáltatók autóbuszainak megállója az Oregon állambeli Portlandben.
A megálló nevét a szemközti stadionról kapta; annak névváltoztatásait a peronokon is lekövették (eredetileg Civic Stadium; 2001-től PGE Park, 2011-től Jeld-Wen Field, jelenlegi nevét 2014-ben kapta).

## Elhelyezkedése
A délnyugati Yamhill és -Morrison utcákon, a délnyugati 17. és -18. sugárutak között megépített peronokat főleg a stadion látogatói és a nyugati Burnside utca lakói használják.
A SW 18th Avenue-n a vágányok szétválnak: a keleti irányúak a SW Yamhill, a nyugatiak pedig a SW Morrison Streeten haladnak tovább, ezáltal a SW 1st Avenue-n egy átszállópont jött létre.
A Morrison utcai peron egy kis téren található; vele szemben a harmadik, tárolóvágányként használt sínpár található, amelyet sportesemények idején a személyszállító vonatok is használnak. A Yamhill utcai peron egy utcasaroknyi távolságot foglal el, a kihelyezett padok pedig írásjeleket formálnak. A peronok közé egy lakóépületet emeltek.

## Autóbuszok
- 15 – Belmont/NW 23rd (►44th Avenue)[2]
- 18 – Hillside (►Burnside (körjárat))[3]
- 51 – Vista (►SW Council Crest & Tualatin/►SW Hamilton & Dosch)[4]
- 63 – Washington Park/Arlington Hts (►Washington Park)[5]

| Előző állomás                                                 |                                            | Metropolitan Area Express |  | Következő állomás                                            |
| ------------------------------------------------------------- | ------------------------------------------ | ------------------------- |  | ------------------------------------------------------------ |
| Kings Hill/SW Salmon Sttovább Hatfield Government Center felé |                                            | Kék vonal                 |  | Library/SW 9th Avetovább Cleveland Avenue felé               |
| Kings Hill/SW Salmon Sttovább Hatfield Government Center felé | Galleria/SW 10th Avecsak az egyik irányban | Kék vonal                 |  |                                                              |
| Kings Hill/SW Salmon Sttovább Beaverton pályaudvar felé       |                                            | Piros vonal               |  | Library/SW 9th Avetovább Portland International Airport felé |
| Kings Hill/SW Salmon Sttovább Beaverton pályaudvar felé       | Galleria/SW 10th Avecsak az egyik irányban | Piros vonal               |  |                                                              |

## Fordítás
- Ez a szócikk részben vagy egészben  a   Providence Park MAX Station című angol Wikipédia-szócikk ezen változatának fordításán alapul.  Az eredeti cikk szerkesztőit annak laptörténete sorolja fel. Ez a jelzés csupán a megfogalmazás eredetét és a szerzői jogokat jelzi, nem szolgál a cikkben szereplő információk forrásmegjelöléseként.